# Бакропис
Бакропис (фр. l'eau-forte, нем. radierung, енг. etching) је графичка техника дубоке штампе, код које се матрица израђује хемијским путем.

## Историјат
Претпоставља се да је техника бакрописа преузета од оружарског заната, где је практикована за украшавање оружја и ратне опреме. Најранији покушаји потичу са почетка XVI veka, из радионице Даниела Хофера (1471-1536). Најранији датирани бакропис је „Девојка маше ногама“ Урса Графа из 1513. године, рађен на гвозденој плочи јер у то време бакар још није почео да се користи.
Незадовољан квалитетом ове нове технике, која није пружала сву префињеност линије бакрореза, Албрехт Дирер је напушта након свега неколико покушаја. Лакшу и изражајнију примену бакрописа омогућила је каснија употреба бакарне плоче, негде након 1530. године. Она се приписује Албрехту Алдорферу (1480-1538), једном од истакнутих припадника дунавске школе.
Неки од најпознатијих уметника који су својим радом и истраживањима на том пољу допринели ширењу изражајних могућности технике су Жак Кало (1592-1635), Антони ван Дајк (1599-1642), Рембрант ван Рајн (1606-1669), Жан Ливенс (1607-1674). Од модернијих споменимо Франциска Гоју (1746-1828), Ежена Делакроа (1798-1863), Вилијема Блејка (1757-1827), Теодора Русоа (1812-1878), Шарл-Франсоа Добињија (1817-1878), Едгара Дега (1834-1917), Едуара Манеа (1832-1883) и Пабла Пикаса (1881-1973). Ова популарна графичка техника користи се и данас од стране најширег броја уметника-графичара.

## Принцип
На бакарној плочи, претходно обрушеној, матираној и очишћеној, наносимо слој битуменске пресвлаке који је отпоран на дејство киселине. На тако припремљеној плочи, цртеж се исцртава најчешће зашиљеном иглом, при чему се одстрањује заштитни филм до видљивости металне плоче. Бакарна плоча се полаже у раствор азотне киселине, која изједа метал на незаштићеним местима и продубљује трагове рада игле. Након уклањања заштитне превлаке, на очишћену бакарну плочу се наноси штампарска боја. Штампарска боја продире у трагове које је на плочи оставила киселина, а који представљају жељени цртеж. Боја се брисањем уклања са неизгрижених површина које остају беле при штампи. Проласком кроз штампарску пресу за дубоку штампу, овако набојени цртеж се отискује на папир. Осим бакарних плоча, могу се корисити и цинкане или гвоздене плоче. У том случају, састав киселине се разликује.
Иако сродна, ова техника се разликује од технике бакрореза. У техници бакрореза, цртеж настаје механичким путем, диретним резањем у бакарну плочу за то предвиђеним алатима, док код бакрописа слика настаје хемијским деловањем киселине. И једна и друга техника припадају техникама дубоке штампе.